# Alejandro López de Groot
Alejandro 'Álex' López de Groot (Calafell, 18 de setembre del 1993) és un futbolista tarragoní que juga com a davanter.

## Carrera de club
Nascut a Calafell, de mare neerlandesa. És net del ciclista neerlandès Daan de Groot. López es va formar al planter del CF Reus Deportiu, després d'una breu estada al del FC Barcelona. Va debutar com a sènior la temporada 2011–12, a Segona Divisió B.
El 3 de juliol de 2014, després de marcar 12 goals durant la temporada anterior López va fitxar pel València CF, per jugar amb el València CF Mestalla també de Segona B. El 17 de maig de l'any següent va fer cinc gols en una victòria a fora per 8–2 contra el Real Zaragoza B, apujant la seva marca fins a 11.
El 26 de juliol de 2015, López va signar contracte per quatre anys amb el Gimnàstic de Tarragona, acabat d'ascendir a Segona Divisió. Hi va debutar com a professional el 23 d'agost, com a titular, en un empat 2–2 a casa contra l'Albacete Balompié.
López va marcar el seu primer gol com a professional el 10 d'octubre de 2015, el de l'empat en un 2–2 contra la SD Ponferradina. El 8 d'octubre de l'any següent va fer un doblet en un 4–4 a fora contra l'Elx CF.
El 10 de juliol de 2017, López fou traspassat al RCD Mallorca, que acabava de baixar a Segona B. On 7 agost 2019, after achieving two consecutive promotions with the club, he was loaned to second division side Extremadura UD for one year.